# Doseringsæske
Doseringsæske, pille-æske eller tablet-beholder, er en æske, der giver mulighed for at dosere medicin til en uges medicinforbrug. Doseringsæsker har til formål, at undgå non-compliance. Non-compliance betyder, at patienten ikke efterlever de behandlingsråd, der er givet omkring indtagelse af medicinen. 
Et typisk ugesæt er indeholdende 7 dagsæsker, som hver har trykt ugedagen på låget. Hver doseringsæske er inddelt i fire rum: morgen, middag, aften og nat. Afhængig af produkt model er inddelingerne større eller mindre. 
Med henblik på at tilgodese de svagtseende, og som en ekstra sikkerhedsforanstaltning, er der på flere modeller en prik i bunden af hver æske, eller trykt en tyk blå prik på bagsiden af låget, som begge indikerer, hvor langt man er kommet med sine piller.
Flere modeller indeholder desuden et medicinkort for nødvendige notater. Mange apoteker tilbyder at dosere medicin i doseringsæskerne for korrekt brug.

## Galleri
- Doseringsæsker med opdeling
- Doseringsæsker i dansk design
- Doseringsæsker med opdeling